# Ожидаемая продолжительность обучения
Ожидаемая продолжительность обучения — количество лет образования, которое, как ожидается, может получить ребёнок, достигший официально установленного возраста поступления в школу, если в течение его жизни сохранятся преобладающие тенденции в области возрастных показателей охвата населения образованием.
Ожидаемая продолжительность обучения является компонентой Индекса человеческого развития (ИЧР). Вообще, образовательный компонент Индекса человеческого развития имеет два измерения: средняя продолжительность обучения и ожидаемая продолжительность обучения. Но ключевым фактором в расширении человеческих возможностей являются даже не продолжительность обучения, а качество образования.